# イサベリーン
イサベリーン（Isabelline）とは、アイルランド生産の競走馬、繁殖牝馬である。1953年に繁殖牝馬として日本に輸入され、ともに東京優駿（日本ダービー）に優勝したヒカルメイジ・コマツヒカリ兄弟の母となった。

## 経歴
競走馬時代に9戦1勝の成績を残し、引退後に繁殖牝馬となる。ヨーロッパで4頭の産駒を産んだのち、1953年秋、日本の競走馬資源不足解消のため日本軽種馬協会が購買した19頭の繁殖牝馬群のうち1頭として輸入された。1949年に英リーディングサイアーを獲得したボワルセル（Bois Roussel）の仔を受胎しており、抽選で青森県の盛田牧場に頒布された。盛田牧場代表の盛田寛二は、この時を「思ったより安い馬が当たったのでガッカリしたが、ボワルセルの名血なので僅かに希望を持った」と述懐している。この牝馬群の中には他に、二冠牝馬ミスオンワードの母となるホールドタイト、二冠馬メイズイの母となるチルウインド、日本ダービー優勝馬フエアーウインの母となるフエアハネー、宝塚記念優勝馬シーザーの母となるトートレルなどがいた。
翌春に産んだ牡駒・ヒカルメイジは、競走馬となって1957年の日本ダービーに優勝し、持込馬として初のダービー優勝馬となる。さらに1956年に産んだ3番仔コマツヒカリ（父・トサミドリ）も日本ダービーに優勝し、イサベリーンは史上2組目の兄弟ダービー馬の母となった。
しかし名繁殖との評価を確立しながら、この2頭以外に産駒を残すことはできなかった。第2仔として産んだプリメロとの牝駒は、盛田牧場でロケが行われた映画『幻の馬』の撮影中に事故で脊椎を骨折し死亡、第4仔のゲイタイムとの牝駒は出生後間もなく腸病で死亡し、さらにこの年イサベリーン自身も子宮内膜炎に冒され、繁殖能力を失った。以降は1964年まで交配が試みられたが一度も受胎することなく、1972年に繁殖登録を抹消され、その後は功労馬として余生を過ごした。イサベリーン自身は牝系を繋ぐことは叶わなかったが、ヒカルメイジが種牡馬となって数々の活躍馬を輩出し、その血統を伝えた。
1978年11月15日、老衰で死去。存命34歳6ヶ月8日（34歳192日）は、1995年9月30日にカネケヤキに抜かれるまで、日本のサラブレッド最長寿記録であった。同年、イサベリーンを主人公としたドキュメンタリー映画『母馬物語』が、日本中央競馬会によって制作されている。

## 血統表
| イサベリーンの血統                 | イサベリーンの血統                            | イサベリーンの血統                            | （血統表の出典）                              | （血統表の出典） |
| 父系                               | ファラリス系                                  | ファラリス系                                  | ファラリス系                                  | [ § 2 ]          |
| 父 Canon Law 1930 鹿毛 イギリス    | 父の父Corolado 1923 黒鹿毛 イギリス           | Phalaris                                      | Polymelus                                     | Polymelus        |
| 父 Canon Law 1930 鹿毛 イギリス    | 父の父Corolado 1923 黒鹿毛 イギリス           | Phalaris                                      | Bromus                                        |                  |
| 父 Canon Law 1930 鹿毛 イギリス    | 父の父Corolado 1923 黒鹿毛 イギリス           | Canyon                                        | Chaucer                                       | Chaucer          |
| 父 Canon Law 1930 鹿毛 イギリス    | 父の父Corolado 1923 黒鹿毛 イギリス           | Canyon                                        | Glasalt                                       |                  |
| 父 Canon Law 1930 鹿毛 イギリス    | 父の母Book Law 1923 鹿毛 イギリス             | Buchan                                        | Sunstar                                       | Sunstar          |
| 父 Canon Law 1930 鹿毛 イギリス    | 父の母Book Law 1923 鹿毛 イギリス             | Buchan                                        | Hamoaze                                       |                  |
| 父 Canon Law 1930 鹿毛 イギリス    | 父の母Book Law 1923 鹿毛 イギリス             | Popingaol                                     | Dark Ronald                                   | Dark Ronald      |
| 父 Canon Law 1930 鹿毛 イギリス    | 父の母Book Law 1923 鹿毛 イギリス             | Popingaol                                     | Popinjay                                      |                  |
| 母 Legal Tender 1928 鹿毛 イギリス | 母の父Son-in-Law 1911 鹿毛 イギリス           | Dark Ronald                                   | Bay Ronald                                    | Bay Ronald       |
| 母 Legal Tender 1928 鹿毛 イギリス | 母の父Son-in-Law 1911 鹿毛 イギリス           | Dark Ronald                                   | Darkie                                        |                  |
| 母 Legal Tender 1928 鹿毛 イギリス | 母の父Son-in-Law 1911 鹿毛 イギリス           | Mother in Law                                 | Matchmaker                                    | Matchmaker       |
| 母 Legal Tender 1928 鹿毛 イギリス | 母の父Son-in-Law 1911 鹿毛 イギリス           | Mother in Law                                 | Be Cannie                                     |                  |
| 母 Legal Tender 1928 鹿毛 イギリス | 母の母Beloved 1920 鹿毛 イギリス              | Beppo                                         | Marco                                         | Marco            |
| 母 Legal Tender 1928 鹿毛 イギリス | 母の母Beloved 1920 鹿毛 イギリス              | Beppo                                         | Pitti                                         |                  |
| 母 Legal Tender 1928 鹿毛 イギリス | 母の母Beloved 1920 鹿毛 イギリス              | Silesia                                       | Spearmint                                     | Spearmint        |
| 母 Legal Tender 1928 鹿毛 イギリス | 母の母Beloved 1920 鹿毛 イギリス              | Silesia                                       | Galisia F-No.10-a                             |                  |
| 母系(F-No.)                        | 10号族(FN:10-a)                               | 10号族(FN:10-a)                               | 10号族(FN:10-a)                               | [ § 3 ]          |
| 5代内の近親交配                    | Dark Robnald4×3=18.75%、St. Frasquin5×5=6.25% | Dark Robnald4×3=18.75%、St. Frasquin5×5=6.25% | Dark Robnald4×3=18.75%、St. Frasquin5×5=6.25% | [ § 4 ]          |
| 出典                               | 1. 2. 3. 4.                                   | 1. 2. 3. 4.                                   | 1. 2. 3. 4.                                   | 1. 2. 3. 4.      |

父は1933年のセントジェームズパレスステークス優勝馬。母系血統は優秀であり、祖母の全姉に1918年のエプソムオークス優勝馬マイディア（My Dear）、母の従兄にミドルパークステークス、チャンピオンステークスの優勝馬ピカルーン（Picaroon）、曾祖母の半兄には1910年のエプソムダービーなど数々の大競走を制したレンバーグ（Lemberg）等がいる名牝系である。